# Foiano di Val Fortore
Foiano di Val Fortore (Fuiànë in campano) è un comune italiano di 1 295 abitanti della provincia di Benevento in Campania.

## Geografia fisica
È posta sul primo piegarsi del versante adriatico, in fondo ad una valle, sulla sinistra del Fortore e cinta da alti monti.
Ha una superficie agricola utilizzata di 2221,25 ettari.
Terreno calcare-argilloso ed in pendio, quindi molto soggetto allo smottamento dopo copiose piogge.

## Storia
In passato si era ipotizzato che il toponimo Foiano derivasse da Forum Iani; tuttavia la sua prima forma onomastica è Fuganum, il che fa pensare invece a un proedium Fuganum dei Romani, presumibilmente popolato dagli abitanti di San Firmiano, Vasto, San Biase, San Donato e Renzicoppa (nei quali sono evidenti ruderi di antichi casali romani), a loro volta abitati forse dall'antica tribù irpina dei Vescellani citata da Plinio (con riferimento alla primitiva Vescellium).
Secondo certe ipotesi, verso l'VIII secolo una colonia di Faganensi o Folianensi andò a stabilirsi sulle alture del Taburno, dove ora è Foglianise.
Nel secolo XVI in contrada San Giovanni a Mazzocca a circa 5 km da Foiano, sull'alto del monte San Marco (1.007 m) sorgeva, un antico e grandioso Monastero di Benedettini,  eretto nel centro di un ricco ed antico possedimento, accanto ad una chiesa forse del VII secolo, dedicata al beato Giovanni Eremita sulle rovine di un tempio a Polluce

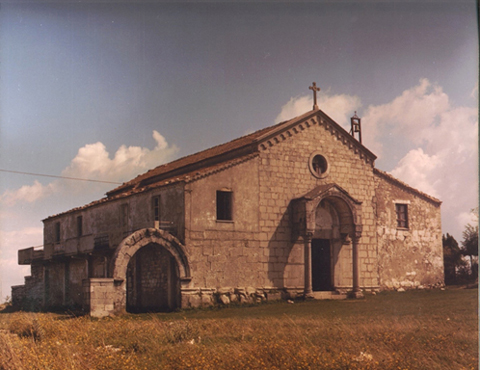
S. Giovanni a Mazzocca prima del terremoto del 1980

Nei secoli XVII e XVIII tale Monastero era oggetto di rapine ed aggressioni da parte dei banditi di Foggia, tanto che chi doveva passare per il bosco di Mazzocca faceva prima testamento.
Essendo poi verso la fine del XVIII, il bosco divenuto possesso del duca di Molinara, questi lo risanò, dividendolo in quote ai cittadini di Foiano che vi esercitavano gli usi civici.
Quelle località nei tempi feudali, erano celebrate per l'abbondantissima cacciagione e selvaggina su cui i monaci esigevano vessatorie prestazioni: se un cacciatore uccideva un cervo, doveva cederne loro la coscia destra, se un cinghiale, la spalla.
Uno degli abati commendatari di Foiano fu il vescovo di Thiene monsignor Gurtler, confessore della regina Maria Carolina d'Austria, il quale beneficiò molto i paesi che erano sotto la sua giurisdizione.
Dominio feudale: sotto gli Angioini fu nel possesso della Badia di S. Maria Mazzocca poi passò ai De Capitanei di Novara, quindi alla Badia di San Bartolomeo in Galdo
Eretta con questa in commenda, passò successivamente a parecchi cardinali, quindi tornata feudo, ai Guevara di Bovino, ai Carafa, ai Gonzaga, agli Spinelli di Buonalbergo e ai Caracciolo.
Nel 1607 passò sotto la giurisdizione civile e penale dei Gesuiti di Benevento, che la tennero fino alla loro soppressione (1773).
Fino al 1811 Foiano appartenne alla Capitanata, poi passò al distretto di Campobasso nella provincia di Molise, in cui rimase fino al 1861, quando passò alla provincia di Benevento, nel circondario di San Bartolomeo in Galdo.
Tra i feudatari di Foiano e Baselice, quegli che lasciò la più triste fama d'immane tiranno fu Ottavio Carafa, la cui tomba è nella chiesa della Madonna delle Grazie in Baselice (sec XVI), fama che riempie ancora di paura il popolino foianese e baselicese, il quale vive nella credenza che quando il Dio, vorrà punire i due paesi per i loro peccati, manderà loro un discendente di Ottavio Carafa.

### Simboli
Lo stemma e il gonfalone del comune di Foiano di Val Fortore sono stati concessi con decreto del presidente della Repubblica del 14 luglio 2008.
Il gonfalone è un drappo di giallo.

## Monumenti e luoghi d'interesse

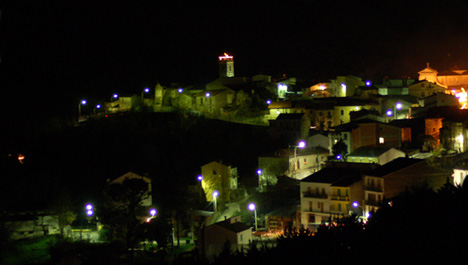
Vista notturna del paese

- Campanile, in cima alla città vecchia
- Chiesa di Santa Maria di Gualdo di Mazzocca, sec. XI
- Chiesa della Madonna del Rosario
- Chiesa di San Giovanni

## Società

### Evoluzione demografica
Abitanti censiti

## Amministrazione
Il comune appartiene alla Comunità montana del Fortore